# Centre Estatal de Recerca en Virologia i Biotecnologia VECTOR
El Centre d'Investigació Estatal de Virologia i Biotecnologia VECTOR, també conegut com l'Institut Vector (rus: Государственный научный центр вирусологии и биотехнологии „Вектор“), és un centre d'investigació biològica de Oblov, Kolkovo, Oblast de Novosibirsk, Rússia. Té instal·lacions i capacitats de recerca per a tots els nivells de risc biològic, nivells 1-4 de CDC. És un dels dos dipòsits oficials del virus de la verola ara erradicat, i formava part del sistema de laboratoris conegut com a Biopreparat.
Recentment, la instal·lació ha estat actualitzada i protegida mitjançant modernes càmeres, sensors de moviment, tanques i sistemes de contenció de riscos biològics. La seva relativa reclusió fa que la seguretat sigui una tasca més fàcil. Des dels seus inicis hi ha hagut un regiment de l'exèrcit que custodiava la instal·lació.
La instal·lació, almenys en època soviètica, ha estat un nexe per a la investigació de la guerra biològica, tot i que la naturalesa de qualsevol investigació en curs en aquesta àrea és incerta.